# Острогляды
Острогляды (бел. Астрагляды) — упразднённая деревня в Бурковском сельсовете Брагинского района Гомельской области Беларуси.

## География

### Расположение
В 11 км на запад от Брагина, 22 км от железнодорожной станции Хойники (на ветке Василевичи — Хойники от линии Калинковичи — Гомель), 120 км от Гомеля.
Расположена на территории Полесского радиационно-экологического заповедника.

## Транспортная система
Рядом автомобильная дорога Комарин — Хойники.
Планировка состоит из прямолинейной улицы, ориентированной с юго-востока на северо-запад, к которой на западе присоединяется короткая искривленная улица, близкая к меридиональной ориентации, а с юга к основной присоединяется искривленная улица. На юге и западе обособленные строения. Жилые дома деревянные усадебного типа.

## История
Согласно письменным источникам известны с 1504 года под названием Остроглядовичи. Административно принадлежали к Киевскому повету сначала Великого Княжества Литовского, с 1569 года — Королевства Польского. Владение Полозовичей, Любецких, Харлинских, Абрамовичей, Брозовских, Шуйских, Прозоров. На 1622 год в деле Киевского гродского суда упомянут костёл (перестроен в 1683 и 1805 году). Показаны на карте ВКЛ 1613 года и ещё на одиннадцати картах XVII—XVIII вв., в начале XVII в. имели замок. В 1779 году построена деревянная Свято-Троицкая церковь.
После 2-го раздела Речи Посполитой (1793 год) в составе Российской империи. Согласно инвентарю 1844 года в имении Хойники, которое принадлежало В. К. Прозору. В 1850 году село в Речицком уезде Минской губернии. С 1864 года действовала народное училище. В 1885 году располагались школа, церковь, костёл. Согласно переписи 1897 года церковь, костёл, часовня, народное училище, хлебозапасный магазин, ветряная мельница, трактир. Рядом был одноимённый фольварк. В 1908 году в Микулицкой волости Речицкого уезда. Во время оккупации в 1918 году германскими армиями партизанский отряд под командованием Ф. И. Скороходова (уроженца Брагина) разгромил созданную здесь комендатуру.
С 8 декабря 1926 года по 1987 год центр Остроглядского сельсовета Брагинского района Речицкого, с 9 июня 1927 года Гомельского (с 26 июля 1930 года) округов, с 20 февраля 1938 года Полесской, с 8 января 1954 года Гомельской областей.
Во 2-й половине 1920-х годов организован совхоз «Острогляды». Первым директором совхоза «Острогляды» был Ярош Иван Афанасьевич (05.12.1897 — 26.02.1942). Действовали начальная школа, изба-читальня, отделение потребительской кооперации, сельскохозяйственное кредитное товарищество. В 1930 году организован колхоз имени Ворошилова, работали 2 кузницы, циркулярка, ветряная мельница (с 1928 года), столярная мастерская (с 1930 года).
Во время Великой Отечественной войны партизаны в середине июля 1943 года разгромили хозяйственную базу оккупантов, которая размещалась в деревне. Каратели убили 23 жителей. На фронтах и в партизанской борьбе погибли 389 жителей деревни, в память о которых в 1967 году в центре деревни поставлен обелиск. В 1962 году к деревне присоединена соседняя деревня Двор Острогляды, посёлок Папоротное. Была центром совхоза «Острогляды», размещались средняя школа, клуб, фельдшерско-акушерский пункт, детские ясли.
Расселена после аварии на Чернобыльской АЭС.
Поблизости есть месторождения глины.
20 августа 2008 года деревня упразднена.

## Население
После катастрофы на Чернобыльской АЭС и радиационного загрязнения жители (400 семей) переселены в 1986 году в чистые места.

### Численность
- 2004 год — жителей нет

### Динамика
- 1850 год — 56 дворов, 380 жителей
- 1885 год — 71 двор, 403 жителя
- 1897 год — 123 двора, 720 жителей (согласно переписи)
- 1908 год — 130 дворов, 860 жителей. В фольварке — 2 двора, 26 жителей
- 1959 год — 897 жителей (согласно переписи). В близлежащей одноимённой усадьбе — 250 жителей
- 1986 год — жители (400 семей) переселены

## Достопримечательности
- В д. Острогляды расположены руины, в которые превратилось имение, некогда принадлежавшее Прозорам. Усадебный дом XIX века не сохранился до наших дней. Некоторое представление о том, как он выглядел, даёт флигель. Также здесь частично сохранился дом из красного кирпича, в котором предположительно жили рабочие. Бывшая усадьба окружена пейзажным парком.
- Памятник землякам (389 жителей), погибшим в Великой Отечественной войне. Установлен в центре деревни около здания конторы совхоза. В 1967 году установлен обелиск.

## Известные уроженцы
- Полесский-Станкевич, Вячеслав Петрович (наст. Станкевич Вячеслав Петрович, 21.10.1912 - 18.06.1971) — белорусский драматург, журналист, публицист, заслуженный деятель культуры БССР (его именем названа Бабчинская средняя школа Хойникского района, где он учился)[2]
- Сирож Иван Дмитриевич — Герой Социалистического Труда
- Пинчук Вячеслав Григорьевич (10.09.1936 г.р.) — доктор технических наук, физик. Окончил Пермское авиационное училище (1957), Пермский госуниверситет (1967), Харьковский физико-технический институт (1972). Профессор кафедры общей физики Гомельского государственного университета имени Франциска Скорины. Работал преподавателем кафедры физики твердого тела ГГУ (1972—1976 гг.), доцентом кафедры общей физики ГГУ (1981—1994 гг.)